# Taihei Kato
Taihei Kato (Japans: 加藤大平, Katō Taihei) (Wassamu (Kamikawa), 30 juli 1984) is een Japanse noordse combinatieskiër. Hij vertegenwoordigde zijn vaderland op de Olympische Winterspelen 2010 in Vancouver en op de Olympische Winterspelen 2014 in Sotsji.

## Carrière
Op de wereldkampioenschappen noordse combinatie 2007 in Sapporo eindigde Kato als 27e op de Gundersen en als 32e op de sprint, samen Hideaki Nagai, Akito Watabe en Norihito Kobayashi eindigde hij als achtste in de teamwedstrijd. Bij zijn wereldbekerdebuut in Lahti, enkele weken na de wereldkampioenschappen, scoorde de Japanner direct zijn eerste wereldbekerpunten, in februari 2009 finishte hij in Chaux-Neuve voor de eerste maal in zijn carrière in de toptien van een wereldbekerwedstrijd. In Liberec nam Kato deel aan de wereldkampioenschappen noordse combinatie 2009, op dit toernooi eindigde hij als 23e op de grote schans en als zevenentwintigste op de massastart. In de teamwedstrijd veroverde hij samen met Yusuke Minato, Akito Watabe en Norihito Kobayashi de wereldtitel. Tijdens de Olympische Winterspelen van 2010 in Vancouver eindigde de Japanner als 24e op de normale schans en als dertigste op de grote schans, samen met Daito Takahashi, Akito Watabe en Norihito Kobayashi eindigde hij als zesde in de landenwedstrijd.
Op de wereldkampioenschappen noordse combinatie 2011 in Oslo eindigde Kato als 25e op de grote schans, in de landenwedstrijd op de grote schans eindigde hij samen met Akito Watabe, Yusuke Minato en Norihito Kobayashi op de vijfde plaats. In maart 2012 stond hij in Oslo voor de eerste maal in zijn carrière op het podium van een wereldbekerwedstrijd. In Val di Fiemme nam de Japanner deel aan de wereldkampioenschappen noordse combinatie 2013. Op dit toernooi eindigde hij als zesde op de normale schans en als dertiende op de grote schans. Samen met Yoshito Watabe, Akito Watabe en Yusuke Minato eindigde hij als vierde in de landenwedstrijd, op het onderdeel teamsprint eindigde hij samen met Akito Watabe op de vierde plaats. Tijdens de Olympische Winterspelen van 2014 in Sotsji eindigde Kato als 31e op de normale schans. Op de wereldkampioenschappen noordse combinatie 2015 in Falun eindigde hij als zeventiende op de normale schans en als twintigste op de grote schans. In de landenwedstrijd eindigde hij samen met Yoshito Watabe, Hideaki Nagai en Akito Watabe op de zesde plaats.

## Resultaten

### Olympische Spelen
| Jaar | Plaats    | Resultaten                                |
| ---- | --------- | ----------------------------------------- |
| 2010 | Vancouver | 24e Gundersen NH 30e Gundersen LH 6e Team |
| 2014 | Sotsji    | 31e Gundersen NH                          |

### Wereldkampioenschappen
| Jaar | Plaats        | Resultaten                                             |
| ---- | ------------- | ------------------------------------------------------ |
| 2007 | Sapporo       | 27e 15 km Gundersen 32e 7,5 km Sprint 8e Team          |
| 2009 | Liberec       | 23e Gundersen LH · 27e massastart · Team               |
| 2011 | Oslo          | 25e Gundersen LH 5e Team LH                            |
| 2013 | Val di Fiemme | 6e Gundersen NH 13e Gundersen LH 4e Team 4e Teamsprint |
| 2015 | Falun         | 17e Gundersen NH 20e Gundersen LH 6e Team              |

### Wereldbeker
Eindklasseringen
| Seizoen   | Plaats |
| --------- | ------ |
| 2006/2007 | 50e    |
| 2007/2008 | 48e    |
| 2008/2009 | 29e    |
| 2009/2010 | 30e    |
| 2010/2011 | 31e    |
| 2011/2012 | 25e    |
| 2012/2013 | 14e    |
| 2013/2014 | 37e    |
| 2014/2015 | 19e    |
| 2015/2016 | 49e    |
| 2016/2017 | 40e    |
| 2017/2018 | 37e    |